# Disparition de la famille Martin
Pour les articles homonymes, voir Martin.
La famille Martin, originaire de Portland, Oregon aux États-Unis, disparut le 7 décembre 1958 dans la gorge du Columbia pendant une excursion pour chercher de la végétation pour réaliser des décorations de Noël. Les personnes disparues sont les époux Kenneth (54 ans) et Barbara (48 ans) et leurs trois filles Barbara (appelée « Barbie », 14 ans), Susan (13 ans) et Virginia (11 ans). Les Martin ont également un fils majeur, Donald, qui est en poste dans l'État de New York pour l'US Navy lors de la disparition de sa famille. Plusieurs mois après la disparition, les corps de Susan et Virginia sont retrouvés en aval du fleuve, à une distance approximative de 48 km l'un de l'autre.
Les enquêteurs pensent d'abord que la voiture des Martin a pu tomber dans le Columbia après un accident. Cependant, les circonstances concernant leur disparition n'ont jamais été résolues. La situation se complique par la découverte d'un pistolet volé et la présence de deux anciens détenus dans la région le lendemain de la disparition ; les enquêteurs sont alors incapables de déterminer si ces faits sont liés à la disparition des Martin.
Le sort de Kenneth, Barbara et Barbie Martin et de la voiture familiale reste inconnu. La disparition est décrite comme un des mystères les plus déconcertants de l'histoire de l'Oregon.

## Chronologie

### Disparition

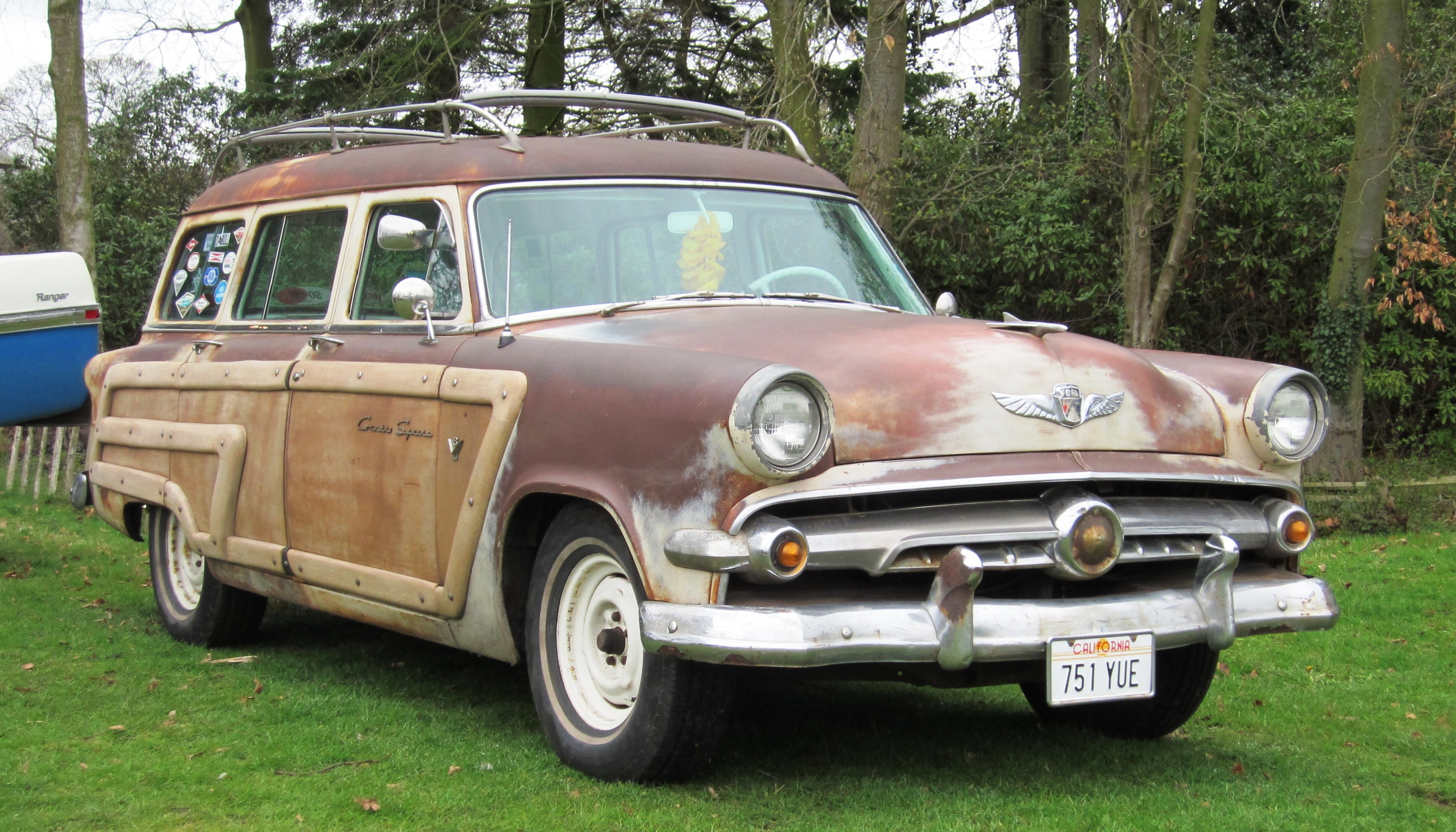
Une Ford Country Squire de 1954, de la même année et du même modèle que la voiture des Martin.

Le soir du 6 décembre 1958, Kenneth et Barbara Martin assistent à une fête de Noël, avant de rentrer chez eux sur Northeast 57th Avenue à Roseway, un quartier dans le nord-est de Portland. Ils ont prévu une excursion à la campagne pour toute la journée du lendemain. À la fin de la matinée du 7 décembre, Kenneth, Barbara et leurs trois filles partent de chez eux dans leur Ford Country Squire blanche et rouge.
Les Martin se dirigent vers l'est pour rejoindre le gorge du Columbia pour chercher de la végétation pour créer des couronnes et d'autres décorations de Noël. Il y a peu d'informations précises quant à leur localisation spécifique pendant la journée. Dean Baxter, propriétaire d'une station de service, les voient lorsque la famille s'arrête pour prendre de l'essence dans sa station de Cascade Locks, à 64 km de Portland, vers 16 h 0. Baxter note que la voiture des Martin est partie vers l'est. D'autres témoins repèrent la famille peu après 16 h 0 dans un restaurant à Hood River, à 32 km à l'est de Cascade Locks. Au crépuscule, des automobilistes voient les Martin à un endroit non spécifié de l'autre côté du fleuve Columbia, sur la rive nord, qui se situe dans l'État de Washington,.
Selon des témoins qui ont vu les Martin ce jour-là, Kenneth porte une veste brun clair à fermeture éclair et un pantalon foncé, tandis que Barbara porte un manteau bleu marine, une veste à motif écossais et une robe noire. Barbie, quant à elle, porte une veste beige et un jean aux chevilles roulées.

### Enquête
À la suite de l'absence de Kenneth Martin de son travail à une société d'électricité le 9 décembre 1958, leur disparition est signalée aux autorités. La police perquisitionne leur résidence pour chercher des indices d'un éventuel acte suspect. Il n'y a aucun indice d'intrusion dans la maison, du linge se trouve dans la machine à laver, et la vaisselle de la veille est sur l'égouttoir dans la cuisine. Il y a également un montant important d'argent sur les comptes bancaires de la famille.
Des enquêteurs des comtés Multnomah et Hood River effectuent des recherches, mais aucune piste notable n'est déterminée. Une Chevrolet blanche volée, immatriculée à Venice, un quartier de Los Angeles, est retrouvée abandonnée à Cascade Locks le jour de la disparition des Martin, mais la police détermine qu'il n'y avait aucune connexion entre les deux événements.
Le 28 décembre 1958, un gant d'une femme est retrouvé près de la voiture californienne abandonnée. Selon d'autres membres de la famille Martin, ce gant est « semblable » à un gant que Barbara Martin « porterait ». Cependant, un lien positif entre Barbara et le gant n'a pas pu être établi. Un pistolet Colt Commander est aussi retrouvé près de la Chevrolet ; celui-ci a été volé dans un grand magasin Meier and Frank, et l'arrestation de deux anciens détenus – condamnés pour vols de voiture – éveille des soupçons. Les enquêteurs ne peuvent déterminer si ces faits sont liés de quelque manière que ce soit à la disparition des Martin. Le 31 décembre 1958, un homme signale à la police avoir vu un véhicule, correspondant à celle des Martin, roulant à grande vitesse sur l'Interstate 5. Les policiers se mettent à chercher sur l'autoroute, sans succès.
Trois mois après la disparition des Martin, un chercheur bénévole découvre des marques de pneus menant jusqu'au bord d'une falaise près de The Dalles en Oregon. Ces marques correspondent à celles des pneus de la Ford Squire de la famille. Toutefois, ce fait est en contradiction avec les témoignages selon lesquels la famille était sur la rive nord du fleuve au crépuscule, ce qui suggérerait que les Martin ont traversé le fleuve pour rejoindre l'État de Washington soit à Hood River, soit à Cascade Locks par le Bridge of the Gods ("Pont des Dieux"), à respectivement 39 et 68 km au nord de The Dalles.

### Découverte de Susan et de Virginia
Le 1er mai 1959, trois mois après la découverte des marques de pneus, l'ancre d'un appareil de forage dans le fleuve Columbia près de The Dalles s'emmêle avec un objet lourd ; cependant, cet objet se détache avant qu'il ne puisse être tiré jusqu'à la surface de l'eau. Le 3 mai, le corps de Susan est retrouvé sur la rive nord du Columbia près de Camas, Washington, à 110 km de The Dalles. Le lendemain, le corps de Virginia est retrouvé près du barrage de Bonneville, à 74 km de The Dalles.
Le corps de Susan est amené au bureau du médecin légiste du comté de Clark dans l'État de Washington, avant d'être transféré en Oregon au comté de Multnomah, dont le siège se trouve à Portland, pour une autopsie des deux adolescentes. Un technicien qui prend des empreintes digitales avant les autopsies fait remarquer au médecin légiste ce qu'il estime être des impacts de balles dans la tête des deux adolescentes ; mais selon le rapport du médecin légiste, aucune blessure de ce genre n'est présente, et la cause de décès pour toutes les deux est officiellement déclarée être la noyade.
Ruper Gillmouthe, alors shérif du comté de Hood River, soupçonne que l'appareil de forage a retourné la voiture des Martin, qui se trouvait au fond du fleuve. Par la suite, une des portières de la voiture aurait été déplacée et les corps des deux femmes sont remontées à la surface. Plusieurs recherches des autres membres de la famille sont effectuées par des sonars et des hélicoptères, sans succès. Les autorités mettent fin aux recherches.
Susan et Virginia sont enterrées au cimetière de Rose City à Portland, dans le quartier où se trouvait la maison familiale,.

## Théories
Quelques enquêteurs ont théorisé que les Martin seraient morts dans un accident de voiture, à la suite duquel celle-ci serait tombée dans le fleuve. Selon une autre théorie, les Martin auraient été enlevés et poussés du haut d'une falaise jusque dans le fleuve.
La police du comté de Multnomah a toujours soupçonné un acte criminel à cause des marques de pneus, qui pourraient indiquer que quelqu'un a forcé la voiture des Martin à quitter la route et tomber du haut de la falaise. Cependant, bien que ces marques de pneus correspondent aux marques produites par le modèle de voiture appartenant aux Martin, les autorités n'ont jamais pu déterminer absolument si elles viennent de la voiture-même de la famille.

### Nouveaux indices
En mars 2025, le plongeur Archer Mayo a découvert ce qui est vraisemblablement la voiture de la famille disparue dans la région de Cascade Locks sur le fleuve Columbia, dans l’État américain de l’Oregon. Il s’agirait d’un break Ford retrouvé à 15 mètres de profondeur, mais sans restes humains. Les enquêteurs travaillent toujours à vérifier le numéro d’identification du véhicule. Grâce à celui-ci, ils peuvent obtenir des informations plus spécifiques sur le véhicule. Il n’en demeure pas moins que la marque et le modèle correspondent à la voiture familiale des Martin. Les enquêteurs espèrent que cette mystérieuse affaire sera désormais résolue après 67 ans.